# Liuduzhai
Liuduzhai (kinesiska: 六都寨, 荷田乡, 六都寨镇) är en köpinghuvudort i Kina. Den ligger i provinsen Hunan, i den södra delen av landet, omkring 220 kilometer sydväst om provinshuvudstaden Changsha. Antalet invånare är 8 970. Den ligger vid sjön Liuduzhai Shuiku.
Runt Liuduzhai är det tätbefolkat, med 369 invånare per kvadratkilometer. Närmaste större samhälle är Qijiang, 10,0 km norr om Liuduzhai. I omgivningarna runt Liuduzhai växer i huvudsak blandskog.
Genomsnittlig årsnederbörd är 1 796 millimeter. Den regnigaste månaden är juni, med i genomsnitt 269 mm nederbörd, och den torraste är december, med 62 mm nederbörd.